# Campagne navale dans l'océan Indien en 1945
Théâtre d'Asie du Sud-Est de la Guerre du Pacifique
Batailles
- Action du 27 février 1941
- Action du 8 mai 1941
- Bataille entre le Sydney et le Kormoran
- Raids japonais de 1942
- Occupation japonaise des îles Andaman
- (Massacre de Homfreyganj)
- Bataille de l'île Christmas
- Raid sur Ceylan (Raid du dimanche de Pâques)
- Mutinerie des îles Cocos
- Bataille de Madagascar
- Ralliement de La Réunion
- Opération Creek
- Groupe Monsun
- Action du 13 novembre 1943
- Action du 11 janvier 1944
- Action du 14 février 1944
- Raid japonais de 1944
- Action du 17 juillet 1944

- 1940
- 1941
- 1942
- 1943
- 1944
- 1945

Le théâtre naval de l'océan Indien pendant la Seconde Guerre mondiale a impliqué de nombreux combats entre les forces de l'Axe et des forces alliées. Hormis la phase de la campagne terrestre de l'Afrique orientale italienne, toutes les opérations pertinentes se sont déroulées en mer ou avaient une forte composante maritime.
Les forces navales de l'Axe ont accordé une priorité élevée à la perturbation du commerce allié dans l'océan Indien. Ces mesures antinavires initiales de guerre sous-marine à outrance et de navires pirates incluaient aussi des frappes aériennes par les porte-avions et les raids des croiseurs de la Marine impériale japonaise. Un groupe de U-boot de la Kriegsmarine, appelé Groupe Monsun a opéré depuis l'est de l'océan Indien après que le corridor perse soit devenu une importante route d'approvisionnement militaire vers l'Union soviétique.

## Contexte
Après la reddition de la Regia Marina et la destruction des cuirassés de la Kriegsmarine
la pression alliée a rendu les missions aéronavales possibles pour bombarder les sites d'occupations japonaises, puis a pu porter sur les opérations amphibies le long de la côte birmane de la mer d'Andaman. Les opérations sous-marines de l'Axe ont été limitées par la pénurie de carburant et les difficultés d'entretien.

## Campagne navale en 1945
- 2 janvier 1945 : Invasion alliée de Akyab en Birmanie (Operation Lightning (en)[1]).

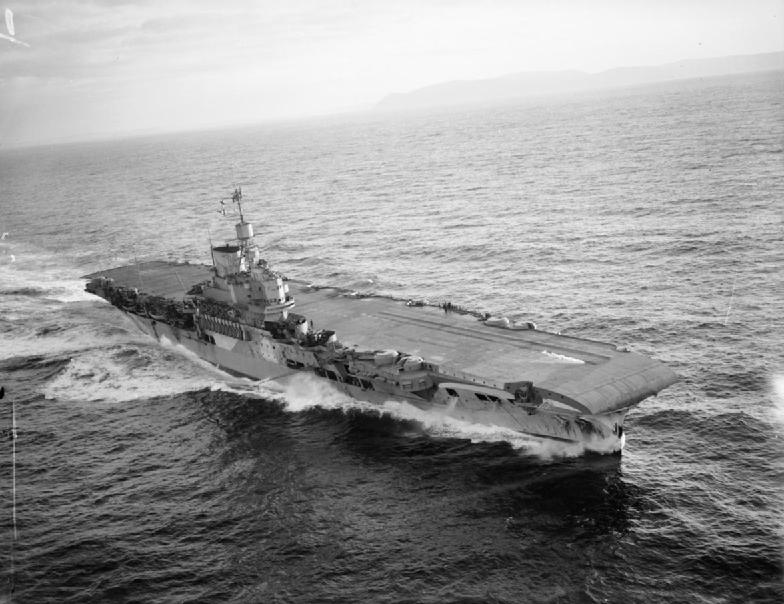
HMS Victorious

- 4 janvier 1945 : Raid aérien contre les raffineries de pétrole de Sumatra par les porte-avions britanniques HMS Victorious, HMS Indomitable et HMS Indefatigable (Opération Lentil[2]).
- 12 janvier 1945 : Débarquement amphibie allié près de Myebon, en Birmanie.
- 22 janvier 1945 : Invasion alliée de Kangaw (Opération Matador).
- 24 janvier 1945 : Raid aérien contre les raffineries de pétrole de Sumatra par les HMS Illustrious, Victorious, Indomitable et Infatigable (Opération Meridian[3]).
- 26 janvier 1945 : Invasion alliée de l'île de Cheduba (Opération Sankey [4]).

- 30 janvier 1945 : Invasion alliée de l'île Sagu de et l'île Ramree (bataille de Ramree) ou Opération Crocodile[5].
- 6 février 1945 : le sous-marin allemand U-862 coule le Liberty ship Peter Silvester à l'ouest de l'Australie.
- 7 février 1945 : le HMS Subtle coule le Nanei Maru dans la mer d'Andaman.
- 11 février 1945 : Le HMS Pathfinder est mis hors de combat par des avions japonais au large d'Akyab.
- 16 février 1945 : Invasion alliée de Ruywa, Birmanie.
- 22 février 1945 : Débarquement amphibie allié sur la rivière Myebon.
- 24 février 1945 : Raid aérien contre les navires de la mer d'Andaman par le HMS Ameer et l'Empress (Opération Stacy[6]).
- 8 mars 1945 : La 10th Air B-24 Liberators coule Hoyo Maru dans la mer d'Andaman.
- 17 mars 1945 : Les HMS Saumarez, Rapid et Volage bombardent Sigli.
- 19 mars 1945 : Les HMS Saumarez, Rapid et Volage bombardent Port Blair.
- 26 mars 1945 : La 26e Flottille de destroyers de la Royal Navy (HMS Saumarez, HMS Verulam, HMS Venus et HMS Virago) coulent Risui Maru et Teshio Maru dans la mer d'Andaman.
- 11 avril 1945 : Raid aérien contre Port Blair (Opération Sunfish) par les HMS Khedive et HMS Emperor pour couvrir le bombardement du nord de Sumatra. Les Consolidated B-24 Liberator du No. 203 Squadron RAF ont coulé Agata Maru dans la mer d'Andaman.
- 30 avril 1945 : La force de couverture de l'Opération Dracula détruit un convoi japonais de 9 navires rencontré en route.
- 1er mai 1945 : Débarquement amphibie près de Rangoun (Opération Dracula).
- 6 mai 1945 : Le HMS Queen Elizabeth et le cuirassé français Richelieu bombardent Port Blair dans le cadre de l'Opération Bishop[7].
- 16 mai 1945 : La 26e Flottille de destroyers de la Royal Navy coule le croiseur Haguro lors de la bataille du détroit de Malacca.
- 19 mai 1945 : le sous-marin HMS Terrapin est endommagé par des escortes de convois japonais.
- 5 juin 1945 : La 10e flottille de destroyers de la Royal Navy coule le Kuroshio Maru évacuant les troupes de Port Blair.
- 20 juin 1945 : Raid aérien contre le nord de Sumatra par les HMS Stalker, Ameer et Khedive (Opération Balsam[8]).
- 5 juillet 1945 : raid aérien contre le nord de Sumatra par le HMS Ameer et l' Emperor pour couvrir l' Opération Collie de déminage des îles Andaman et Nicobar.
- 26 juillet 1945 : La première frappe kamikaze dans l'océan Indien coule le HMS Vestal et endommage le HMS Ameer pendant l' Opération Livery[9].

### Articles externes
- (fr) La guerre du Pacifique, une vision globale.
- (en) Archives cinématographiques de la guerre du Pacifique.
- (en) Pertes de navires marchands alliés dans le Pacifique et en Asie du Sud-Est (7 décembre 1941 - 9 mars 1942)